# 在イランアメリカ合衆国大使館
在イランアメリカ合衆国大使館（ざいイランあめりかがっしゅうこくたいしかん）は、かつてイラン帝国に設置されていたアメリカ合衆国の大使館。1979年のイラン革命とそれに続くイランアメリカ大使館人質事件により、両国の外交関係は断絶され、大使館は閉鎖された。

## 歴史
大使館は、1948年に在トルコアメリカ合衆国大使館の設計者である建築家Ides van derGrachtによって設計された。それは、1930年代と1940年代に建てられたアメリカの高校に似た、長くて低い2階建てのレンガ造りの建物だった。このため、1951年に建設が完了した直後にアメリカの在イラン大使に就任したロイ・W・ヘンダーソンにちなんで、大使館のスタッフから「ヘンダーソン・ハイ」と呼ばれた。
1979年11月4日、アメリカがイラン元皇帝の亡命を受け入れたことにより、イランアメリカ大使館人質事件が起きる。イスラム革命防衛隊率いる暴徒によって、大使館が占拠され、1981年1月20日まで続いた。これにより、両国は断交する。
米国の外交使節団は機能しなくなり、1979年のイラン人質事件以来、この建物は米国によって使用されていない。それ以来、米国政府はイランにおける自国の利益をテヘランのスイス大使館の米国利益代表部によって代表してきた。現在多くのイラン人によってこの大使館複合施設に付けられている名前は、「スパイの巣窟」、「スパイの巣窟」、「スパイの巣」とさまざまに翻訳されている。
イランによる大使館押収後、イスラム革命防衛隊はそれを訓練センターとして使用し、複合施設を維持し続けている。周囲を形成するレンガの壁（大使館の敷地は街区の大きさ）には、イラン政府から委託された多数の反米壁画がある。大使館跡には、書店や博物館もある。大使館の一部は反米博物館になり、いくつかの学生団体が旧大使館の複合施設に事務所を置いている。2017年1月現在、大使館跡はイラン国民と外国人に公開されている。アメリカ合衆国の国章はひどく損傷しているが、玄関にはまだ見えている。
イマーム戦列支持ムスリム学生団は、大使館で押収された文書（入念に再構築された細断文書を含む）を「米国諜報活動機関からの文書」と呼ばれる一連の本に掲載した。これらの本には、米国国務省および中央情報局（CIA）からの電報、通信、およびレポートが含まれており、その一部は現在も国家機密に指定されている。

## スイスによる利益代表
外交関係が断絶したとき、米国はスイスをイランの利益代表国に任命した。非公式の関係は、スイス大使館の米国利益代表部を通じて行われる。アメリカ市民へのサービスは限られている。この代表部は、米国のビザ・グリーンカード・移民関連のサービスを実行することを許可されていない。
2009年2月、イランの警察は、米国の利益代表部で一等書記官を務めるスイスの外交官マルコ・ケンプが車の中でイランの女性と一緒にいるのを発見し、彼を逮捕した。彼はすぐにスイスに呼び戻された。

## ワシントンD.C.のイラン大使館
米国務省は、テヘランの米国大使館の押収に対する報復として、ワシントンD.C.のイラン大使館を押収した。イランの利益代表部はパキスタン大使館を通して運営されている。